# Южно-тирольская отечественная федерация
Южно-тирольская отечественная федерация (нем. Südtiroler Heimatbund, SHB) — объединение регионалистских организаций Южного Тироля, таких как Комитет освобождения Южного Тироля, который осуждался местными властями за политически мотивированные преступления в 1950-х и 1960-х годах до тех пор, пока Южный Тироль не стал автономной провинцией в составе Италии.

## Цели и задачи
Целью Южно-тирольской отечественной федерации являлось обеспечение воссоединения Южного Тироля с Восточным и Северным Тиролем, которые принадлежат Австрийской Республике и от которых Южный Тироль отделен в соответствии с конституционным законом от 1919 года. Желаемое воссоединение должно быть достигнуто либо путем референдума, либо путем постепенного правоприменения.
Южно-тирольская отечественная федерация видит путь к достижению этих целей через использование мирных средств и, в частности, права на самоопределение, признанное международными договорами Италии и Австрии. Федерация также поддерживает право этнической группы ладинов на самоопределение, а также она привержена социальным проблемам бывших политзаключенных и их реабилитации.

## История
Весной 1983 года Южно-тирольская отечественная федерация баллотировалась на парламентских выборах и в итоге мандата так и не получила; осенью того же года она все же достигла успеха на выборах в Ландтаг провинции при сотрудничестве с Евой Клотц. В 1989 году федерация основала Гражданский союз за Южный Тироль вместе с депутатом от Партии независимых (PDU) Герольдом Меранером и с депутатом Альфонсом Бенедиктером, который ранее покинул Южно-тирольскую народную партию (SVP).
Совместно с Южно-тирольской защитной ассоциацией Южно-тирольская отечественная федерация 8 декабря организует ежегодные совместные мероприятия в Санкт-Паульсе в память о Зеппе Кершбаумере, Луисе Амплатце и других.
С момента основания федерации 9 февраля 1974 года по 1990 год Ханс Штилер был ее председателем, а Зепп Миттерхофер с 1990 по 2011 год занимал должность почетного председателя. Роланд Ланг является председателем федерации с 2011 года. У нее есть федеральный комитет, федеральное руководство и представитель округа в каждом районе Южного Тироля. Пресс-секретарем федерации с 2016 года является Хартмут Штаффлер.
С политической точки зрения, с 2007 года Южно-тирольская Свобода, созданная благодаря усилиям Южно-тирольской отечественной федерации,во многом поддерживает цели Южно-тирольской отечественной федерации, поэтому Южно-тирольская отечественная федерация также считается «сиамским близнецом Южно-тирольской Свободы». Тем не менее, Южно-тирольская отечественная федерация также стремится к сотрудничеству со всеми партиями, группами и ассоциациями в Южном Тироле и Австрийской Республике, которые на законных основаниях выступают за самоопределение Южного Тироля. Она также является членом беспартийной рабочей группы по самоопределению (AGS).

## Сотрудничество
Южно-тирольская отечественная федерация сотрудничает с Книжной службой Южного Тироля Э. Кинесбергера в Нюрнберге, которая считается крайне правой. С 2011 года были установлены очень тесные контакты с Ассоциацией Бепина Сегато в Дзане и Культурной ассоциацией Raixe Venete в Фоссо. Южно-тирольская отечественная федерация также сотрудничает с Тирольским союзом Андреаса Хофера, с которым она представляла совместные публикации по проблемам Южного Тироля, написанные в 2017 и 2019 годах бывшим активистом Национал-демократической партии Австрии Гельмутом Головичем.

## Критика
По случаю Чемпионата Европы по футболу 2016 года Южно-тирольская отечественная федерация распространила материалы с текстом «Пусть победит лучший, только не Италия»; эта инициатива была раскритикована за ее явную пропаганду против Италии.
В ноябре 2018 года по случаю сотой годовщины окончания Первой мировой войны, которая привела к разделению Тироля, федерация установила на памятнике в парке Победы Боцена огромный терновый венец. С одной стороны, акция протеста была поддержана населением, с другой стороны, ее называли «буйством исторического ревизионизма».
В 2018 году федерация незаконно представила бывший интернированный фашистский лагерь в Блюмау для военнопленных союзных войск как концентрационный лагерь.